# Dwars door Vlaanderen 2016
Das Dwars door Vlaanderen 2016 (zu deutsch: Quer durch Flandern) war ein belgisches Straßenradrennen in der Region Flandern. Dieses Eintagesrennen fand am Mittwoch, den 23. März 2016, statt. Es startete in Roeselare und endete nach 199,7 km in Waregem. Zudem gehört es zur UCI Europe Tour 2016 und war dort in der Kategorie 1.HC eingestuft.

## Teilnehmende Mannschaften
| WorldTeams (11)- AG2R La Mondiale - BMC Racing Team - Etixx-Quick Step - IAM Cycling - Katusha - Lotto NL-Jumbo - Lotto-Soudal - Movistar Team - Orica-GreenEDGE - Tinkoff - Trek-Segafredo Professional Continental Teams (11)- Bora-Argon 18 - CCC Sprandi Polkowice - Cofidis, Solutions Crédits - Direct Énergie - Fortuneo-Vital Concept - Gazprom-RusVelo - Roompot-Oranje Peloton - Southeast-Venezuela - Stölting Service Group - Topsport Vlaanderen-Baloise - Wanty-Groupe Gobert |
| |

## Rennergebnis
| #      | Fahrer           | Team                | Zeit       |
| ------ | ---------------- | ------------------- | ---------- |
| Sieger | Jens Debusschere | Lotto Soudal        | 4h 48' 27" |
| 2.     | Bryan Coquard    | Direct Énergie      | gl. Zeit   |
| 3.     | Edward Theuns    | Trek-Segafredo      | gl. Zeit   |
| 4.     | Filippo Pozzato  | Southeast-Venezuela | gl. Zeit   |
| 5.     | Jens Keukeleire  | Orica GreenEdge     | gl. Zeit   |
| 6.     | Giacomo Nizzolo  | Trek-Segafredo      | gl. Zeit   |
| 7.     | Oscar Gatto      | Tinkoff             | gl. Zeit   |
| 8.     | Scott Thwaites   | Bora-Argon 18       | gl. Zeit   |
| 9.     | Mike Teunissen   | Team Lotto NL-Jumbo | gl. Zeit   |
| 10.    | Fernando Gaviria | Etixx-Quick Step    | gl. Zeit   |